# Guldtransporten
Guldtransporten (norska: Gulltransporten) är en norsk krigs- och dramafilm som hade premiär i Norge i december 2022. Filmen som är baserad på verkliga händelser är regisserad av Hallvard Bræin efter ett manus skrivet av Thomas Moldestad, Jørgen Storm Rosenberg och Sofia Lersol Lund.

## Handling
Filmen utspelar sig i Norge under andra världskriget där en sekreterare, en berömd författare från Bergen samt 30 soldater tilldelades ett hemligt uppdrag nämligen att rädda Norges guld.

## Rollista (i urval)
- Jon Øigarden – Fredrik Haslund
- Ida Elise Broch – Nini Haslund Gleditsch
- Terje Strømdahl – Nicolai Rygg
- Eivind Sander – major Bjørn Sunde
- Morten Svartveit – Nordahl Grieg
- Axel Bøyum – Ingvar Berge
- Sven Nordin – Odd Henry
- Gard B. Eidsvold – Andreas Lund
- Thorbjørn Harr –  Oscar Torp
- Anatole Taubman – Otto Stoltmann
- Lars Berge – Haakon Lie
- Audun Sandem – Kristian Gleditsch
- Øyvind Brandtzæg – Esten Larsen